# Alan Keyes

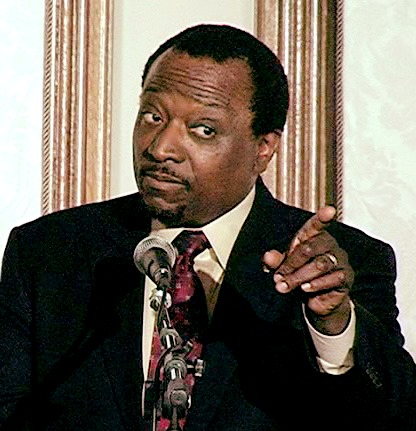
Alan Keyes

Alan Keyes (7 d'agost de 1950) és un polític, activista, escriptor i ex-diplomàtic estatunidenc.
El 1996 i el 2000 va ser candidat en les primàries per a President dels Estats Units. En 1988, 1992 i 2004 va ser candidat a Senador dels Estats Units pel Partit Republicà.
Durant el 2008 es va presentar com a candidat per a les eleccions presidencials. Keyes va treballar per al Servei Internacional dels Estats Units (U.S. Foreign Service), va ser designat Ambaixador per al Consell Econòmic i Social de les Nacions Unides pel President Ronald Reagan, i entre 1985 i 1987 es va ocupar com Assistent del Secretari d'Estat sobre les Relacions amb les Organitzacions Internacionals (Assistant Secretary of State for International Organization Affairs, en anglès). Actualment viu amb la seva família al Comtat de Montgomery, a Maryland.